# Laboratorio fotográfico

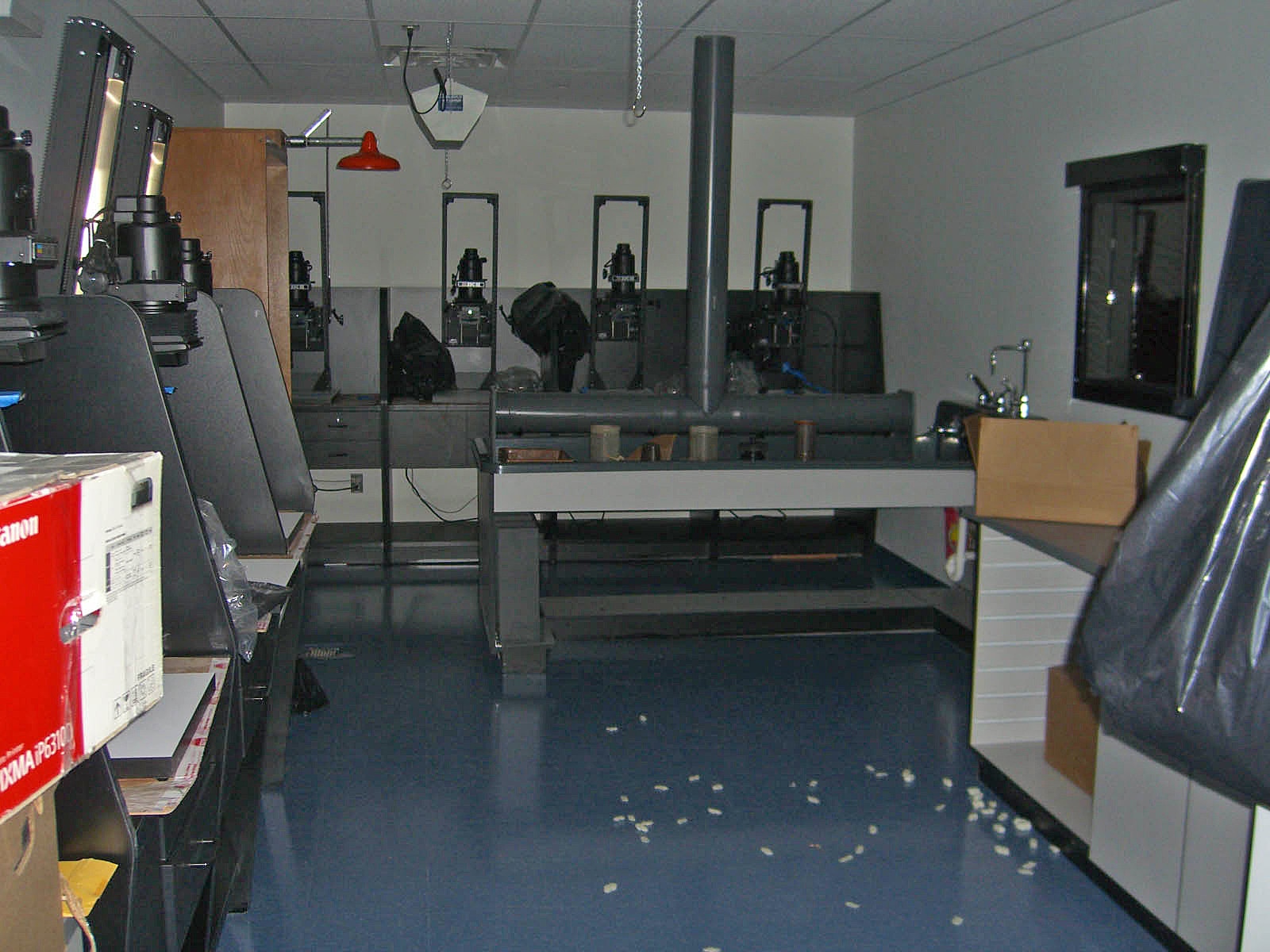
Instalación de un laboratorio para la enseñanza.

El laboratorio fotográfico es el espacio dedicado al revelado de los negativos de las fotografías y donde se amplían (paso del negativo al papel) las fotografías. Consta de dos áreas diferenciadas; área seca y húmeda. En el área seca tendremos todos los materiales delicados que no deben ser mojados, como el papel fotográfico, tijeras, negativos o cualquier producto sobre el que no deba caer ni una gota de productos químicos. En la parte húmeda van las cubetas y tanques de revelado.
En este lugar, para el revelado en blanco y negro se trabaja bajo luz roja de baja intensidad, ya que la luz blanca vela el papel fotográfico dejándolos inservibles.